# Іване Нікурадзе
Іване Нікурадзе (ივანე ნიკურაძე, нім. Johann Nikuradse; нар. 20 листопада 1894, Самтредія, Грузія, Російська імперія — пом. 18 липня 1979) — німецький інженер-аеродинамік грузинського походження. Іване Нікурадзе був братом німецького фізика Олександра Нікурадзе. Останній відомий також своїми геополітичними працями, що підтримували НСДАП у Німеччині. 

## Життєпис
Йоганн Нікурадзе навчався в Кутаїсі. За рекомендацією декана Тифліського державного університету Петре Мелікішвілі обидва брати виїхали з країни в 1919 році для продовження навчання. Через поширення радянської системи на Грузію в 1921 році вони не повернулися в радянську Росію і прийняли німецьке громадянство.
Й.Нікурадзе був докторантом у Людвіга Прандтля в 1920 році, а пізніше працював дослідником в його ж Інституті дослідження потоків імені Кайзера Вільгельма. Стаття Нікурадзе Nikuradse J. Gesetz¨ahnligkeiten der turbulenten Str¨omung in glatten Rohren.—  Forschung auf dem Gebiet des Ingenieurwesens., де вперше експериментально обґрунтовано т.з. логарифмічний профіль швидкості у потоці, часто цитується в теорії турбулентних потоків. Він ретельно вимірював тертя в експериментах з потоком, який виникає в напірних трубах з різними швидкостями та при наявності шорсткості. Він визначив, як коефіцієнти опору трубопроводів поводяться стосовно швидкості потоку. На початку 1930-х років став активним функціонером НСДАП в інституті, попри це, осередкова націонал-соціалістична організація Інституту дослідження потоків кайзера Вільгельма звинуватила його в шпигунстві на користь Радянського Союзу та крадіжці книг з інституту. Прандтль спочатку захищав його, але зрештою був змушений звільнити його в 1934 році.

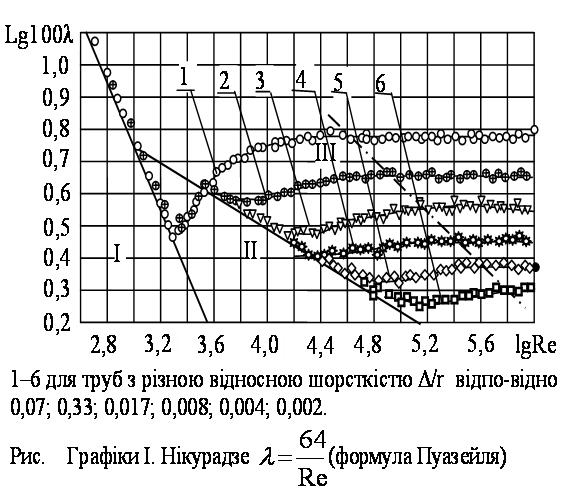

З 1934 по 1945 рік він був професором Університету Бреслау, а в 1945 році став почесним професором RWTH Aachen.